# Hetaerina caja
Hetaerina caja – gatunek ważki z rodziny świteziankowatych (Calopterygidae). Występuje na terenie Ameryki Środkowej i Karaibów.